# Confesiones helvéticas

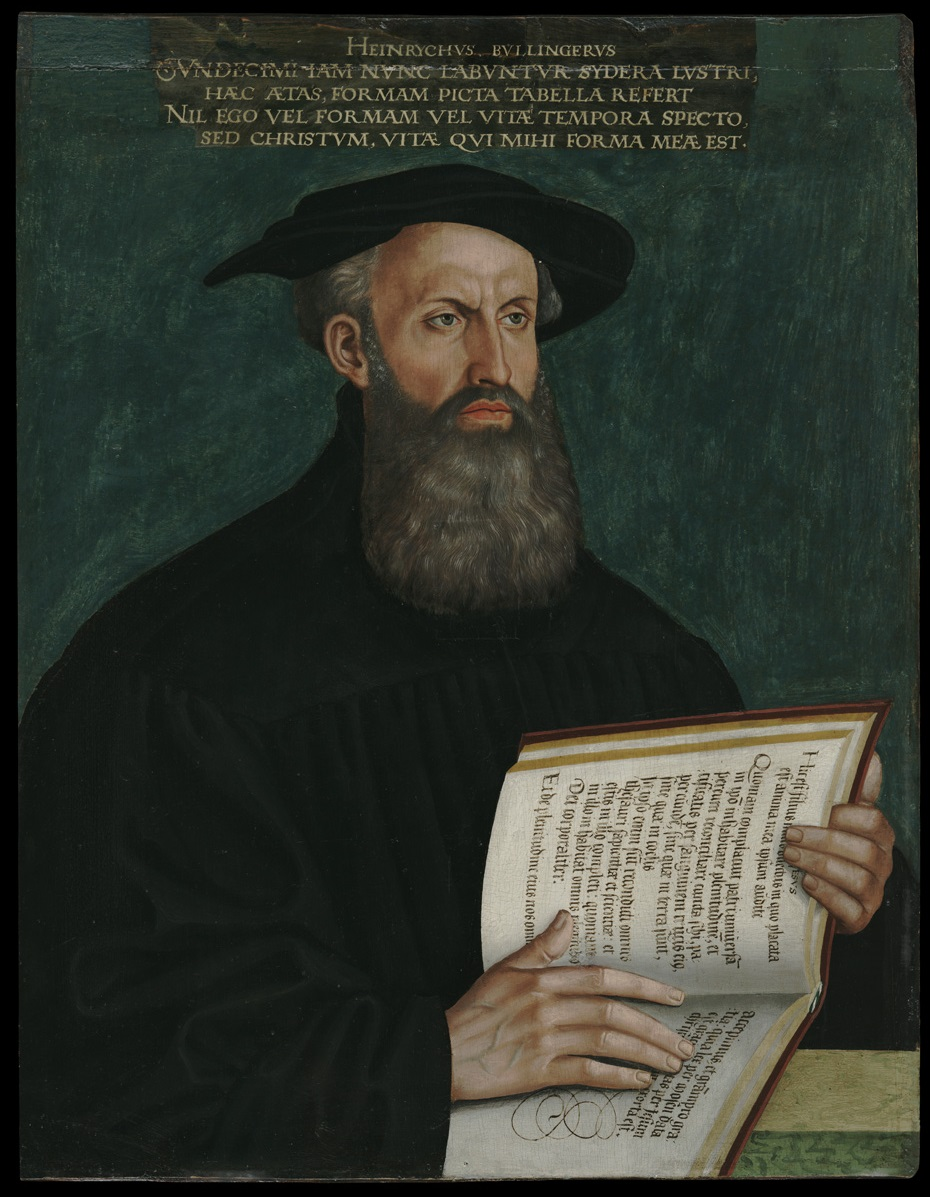
Heinrich Bullinger, uno de los principales promotores de las Confesiones.

Las Confesiones Helvéticas (en latín: Confessiones Helveticae, en alemán: Helvetisches Bekenntnis) son dos documentos que expresan los credos comunes de las iglesias calvinistas de Suiza.

## Historia

### Primera Confesión Helvética
La Primera Confesión Helvética (Confessio Helvetica prior), también conocida como Segunda Confesión de Basilea (Confessio Basileensis posterior), fue creada en 1536 como la primera confesión conjunta de la Confederación germanófona.
En un esfuerzo por establecer una unión con los luteranos, delegados de Zúrich, Berna, Basilea, Schaffhausen, Sankt Gallen, Mulhouse, Constanza y Biel se reunieron en Basilea del 30 de enero al 4 de marzo de ese año. También acudieron los teólogos Martin Bucer y Wolfgang Capito de Estrasburgo.
La versión latina de los 27 artículos de la Confesión, que tenía como objetivo un acercamiento intraprotestante, fue creada bajo la dirección de Heinrich Bullinger, Simon Grynaeus, Leo Jud, Kaspar Megander y Oswald Myconius. El primer borrador fue escrito en latín y los delegados de Zürich objetaron su fraseología luterana. Finalmente se aceptó el 26 de febrero de 1536, la traducción al alemán de Leo Jud, que se basaba más claramente en la teología de Zwinglio que el modelo latino.

### Segunda Confesión Helvética
La Segunda Confesión Helvética (Confessio Helvetica posterior) sigue siendo la confesión calvinista más extendida en la actualidad, junto con el Catecismo de Heidelberg.
Fue escrita por Heinrich Bullinger a partir de 1561 como confesión personal y entregado a la Asamblea de Zúrich como testamento espiritual en 1564. Como el elector Federico III del Palatinado quería justificar su conversión a la fe reformada en el Reichstag de Augsburgo, Bullinger le envió esta confesión a petición suya. Federico dispuso que los cantones reformados suizos lo imprimieran en 1566 con el título Confessio et expositio simplex orthodoxae fidei et dogmatum Catholicorum syncerae religionis Christianae, y se distribuyó rápidamente.
La Segunda Confesión Helvética fue aceptada por todas las iglesias reformadas en la Suiza de habla alemana con la excepción de Basilea (que prefirió seguir con su propia Confesión de Basilea), también fue aceptada en Ginebra, así como por los calvinistas de Escocia, Polonia, Austria y Hungría.
La Confesión, el documento confesional reformado más extenso, consta de treinta capítulos. Se basa en el Credo de los Apóstoles, pero en los dos primeros capítulos trata cuestiones hermenéuticas básicas como el principio sola scriptura y la relación entre las escrituras y la tradición. La nota marginal Praedicatio verbi Dei est Verbum Dei ("La predicación de la palabra de Dios es la palabra de Dios") se hizo popular. En la segunda mitad de la Confessio hay, además de las cuestiones básicas de fe, reglas para dar forma a la vida cristiana y de la iglesia (reglas de adoración, días festivos, reglas de alimentación, matrimonio, etc.)
La Segunda Confesión Helvética fue también incluida en el Libro de Confesiones de la Iglesia Presbiteriana Unida de los Estados Unidos de América, adoptado por la Iglesia presbiteriana (Estados Unidos).

## Ediciones
- Ernst Saxer, Confessio Helvetica Prior von 1536, en: Heiner Faulenbach, Eberhard Busch et al., Reformierte Bekenntnisschriften. vol. 1,2: 1535–1549. Neukirchen-Vluyn: 2006.
- Emidio Campi: Confessio Helvetica Posterior, en: Reformierte Bekenntnisschriften. vol. 2,2: 1562–1569. Neukirchen-Vluyn: 2009.
- Walter Hildebrandt, Rudolf Zimmermann, Das zweite helvetische Bekenntnis. Zúrich: Zwingli-Verlag, 1936 (Zúrich: TVZ, 1998).
- Georg Plasger, Matthias Freudenberg, Reformierte Bekenntnisschriften. Göttingen: 2005.